# Al-Malikijja (Aleppo)
Al-Malikijja (arab. المالكية) – wieś w Syrii, w muhafazie Aleppo. W 2004 roku liczyła 177 mieszkańców.